# Parque provincial
Um parque provincial (ou parque territorial) é um parque sob a gestão de um governo provincial ou territorial no Canadá.
Enquanto parques provinciais não são os mesmos que os parques nacionais, os seus trabalhos são muito semelhantes. Parques frequentemente oferecem muitos serviços para os visitantes, incluindo muitas vezes, bicicleta, canoagem ou caiaque, campismo, e praias supervisionadas.
Em Quebec, apesar de estarem essencialmente sob o mesmo regime administrativo, os parques equivalentes são descritos como "parques nacionais", e são geridos pela Société des établissements de plein air du Québec.